# 隰氏
隰氏，中国春秋时期齐国的世族，是齊莊公 (購)的后代，著名人物有隰朋。
始祖公子廖是齊莊公 (購)的儿子，公子廖之子戴仲，戴仲之子隰朋，隰朋的曾孙有隰鉏，隰鉏的儿子隰党。